# Arisitum
Arisitum ou Arisdium (ou encore Arisdium, Arisidium) est un évêché mérovingien qui exista du VIe au VIIe siècle. La localisation de la capitale est discutée, notamment entre les villes suivantes du Gard : Aulas, Alès, Le Vigan, Arre, Arrigas, Vissec ou Les Plantiers (la Hierle). Mundéric en aurait été un des évêques autour de 600. 
Il est cité dans l'Histoire des Francs de Grégoire de Tours. Pour ce dernier ce lieu serait l'esprit d'une source.
Le nom semble dérivé à partir du nom de la rivière Arre (Ripperiam de Arrio 1306), selon un mode de formation toponymique ancien que l'on retrouve dans Autricum, ancien nom de Chartres, dérivé du nom de l'Eure, Autura. Cela fait d’Arrigas, d’Arre (d’Arri 1225) et du Vigan des postulants sérieux, puisque la rivière en question les arrose.
Pour Vissec, cette description colle au terrain : la Vis disparaît en amont du village, pour réapparaître en aval (source de la Foux).
L'évêché regroupait des villes du nord des Cévennes, dont Alès, Le Vigan, Arre et Arrigas, mais aussi Meyrueis, Saint-Jean-du-Gard et Anduze sans oublier une bonne partie du Larzac qui depuis a été rattachée à l'évêché de Rodez.

## Siège titulaire
En janvier 2009, il est restauré comme siège titulaire. Il est attribué pour la première fois le 7 octobre 2009 à Patrick Le Gal, évêque auxiliaire de Lyon.

## Liste des évêques

### VIesiècle-VIIesiècle
- vers 533 - avant 570 : Déotaire (Deuterius)[4]
- vers 569-572 - avant 625 : Mundéric[5],[4].
- 625 - ? : Emmon (qui assiste au concile de Reims en 626) ; c'est le dernier évêque dont le nom est connu[6],[4].

### Evêques titulaires
| Début      | Fin | Nat.   | Nom            | Fonction exercée          |
| ---------- | --- | ------ | -------------- | ------------------------- |
| 07/10/2009 |     | France | Patrick Le Gal | évêque auxiliaire de Lyon |